# Федеральний округ Бразилії
Федеральний округ (порт. Distrito Federal) — особлива адміністративна одиниця Бразилії, що включає в себе столицю країни — місто Бразиліа.

## Історія
Утворений у 1960 році одночасно з перенесенням столиці Бразилії з Ріо-де-Жанейро з територій, що належали штату Гояс і частково Мінас-Жерайс. Ріо-де-Жанейро, що був до цього Федеральним округом, перетворено у штат Гуанабара, який згодом у 1975 році об'єднано з штатом Ріо-де-Жанейро.

## Населення
Всього в окрузі станом на 2022 рік проживало 2 млн 817 тис. осіб. Велику частину населення становлять державні службовці та нащадки будівельників міста.

## Прапор
Прапор Федерального округу було розроблено поетом Гільєрме ді Алмейдою та запроваджено як символ округу в 1969 році. Білий колір на ньому уособлює мир, зелений — багаті ліси регіону. Хрест символізує індіанську спадщину і силу, що виходить із центру у всіх напрямках.

## Расовий склад
Серед населення Бразильського федерального округу переважає населення змішаного афро-індіанської-португальського походження.
Расовий склад
| Раса      | % Доля |
| --------- | ------ |
| Білі      | 44 %   |
| Кольорові | 47 %   |
| Чорні     | 7 %    |

## Адміністративний устрій
Розділений на 19 адміністративних районів. Представлений у парламенті Бразилії вісьмома депутатами і трьома сенаторами.

## Галерея

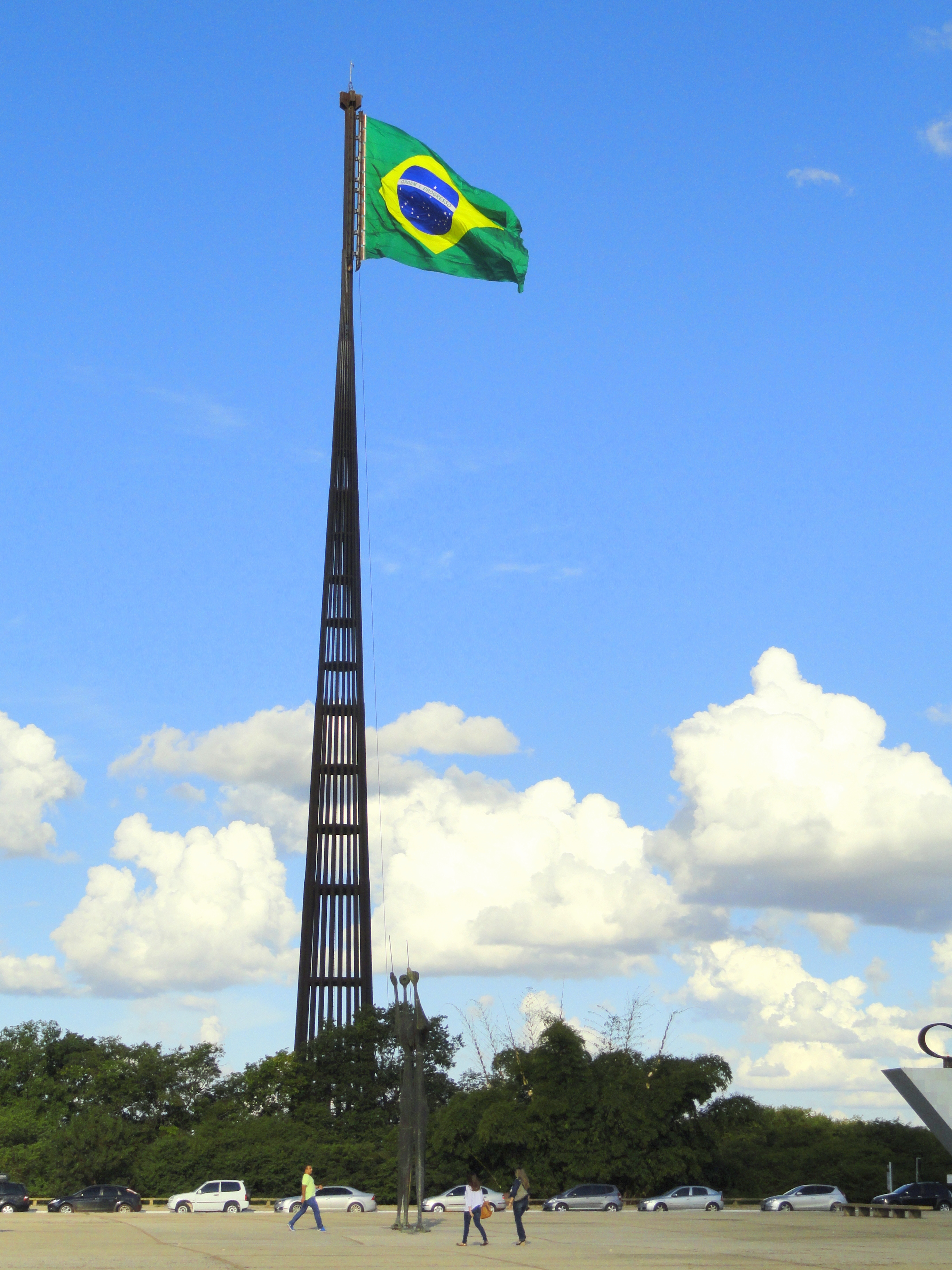
Mastro Nacional
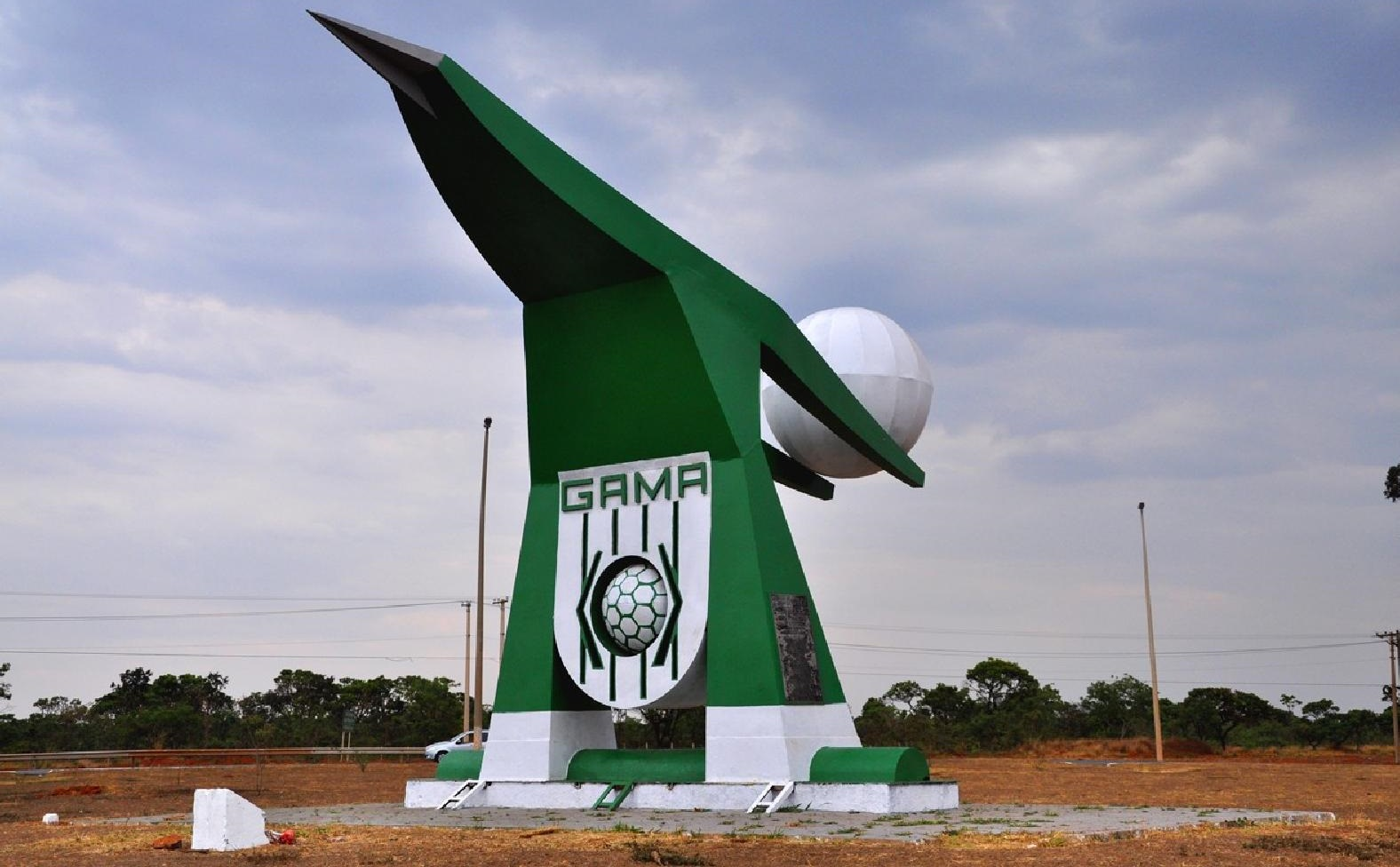
Balão do Periquito
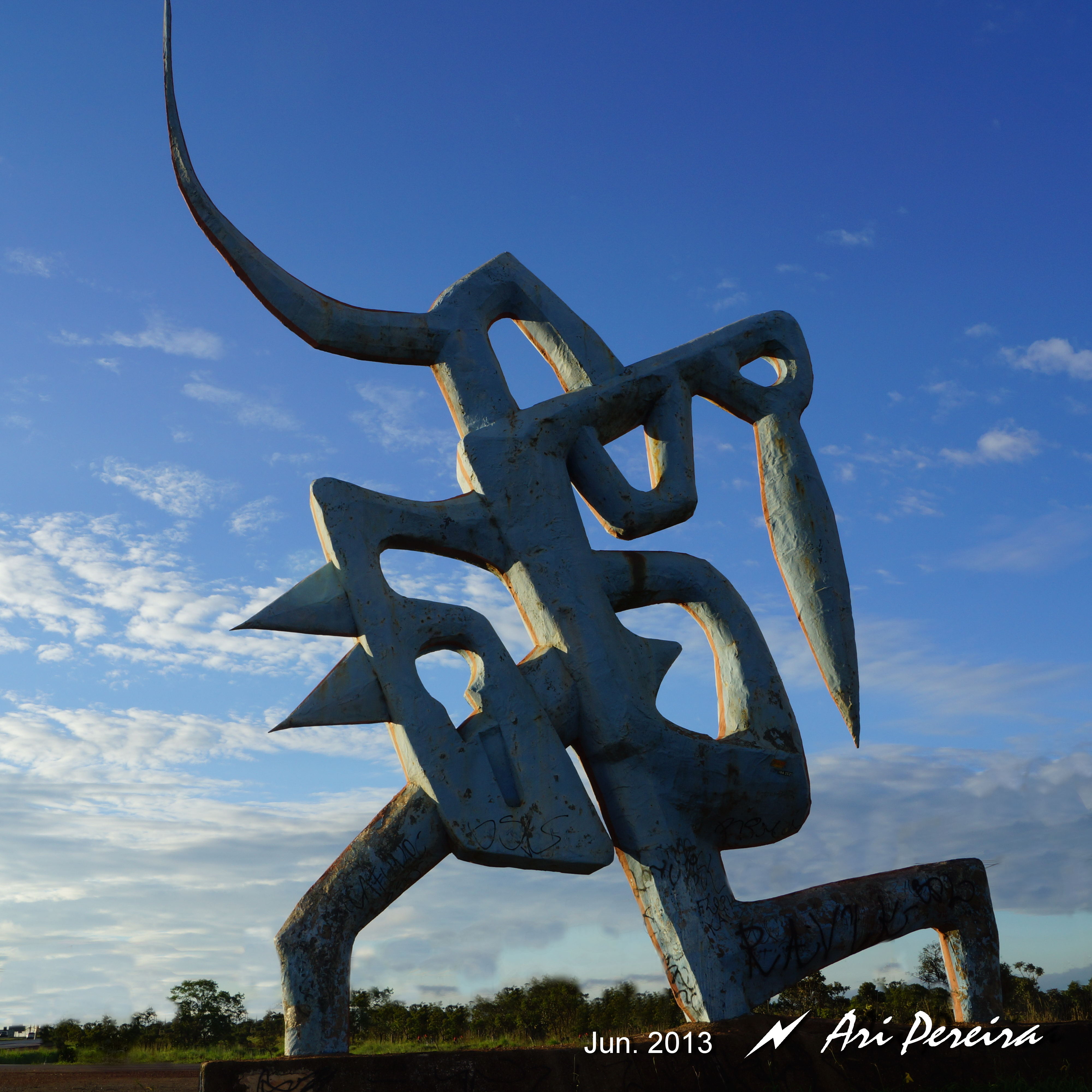
Monumento Solarius
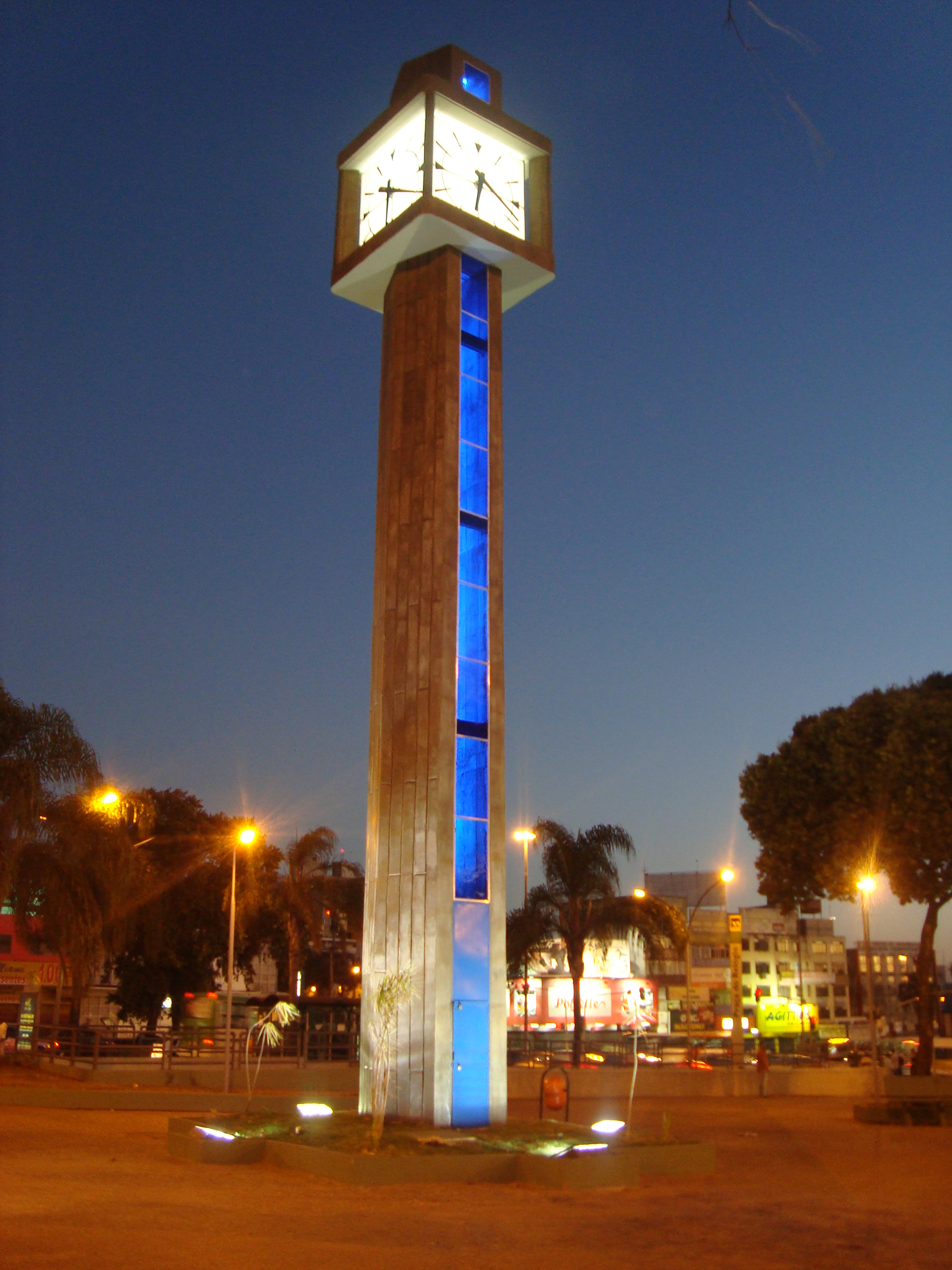
Praça do Relógio
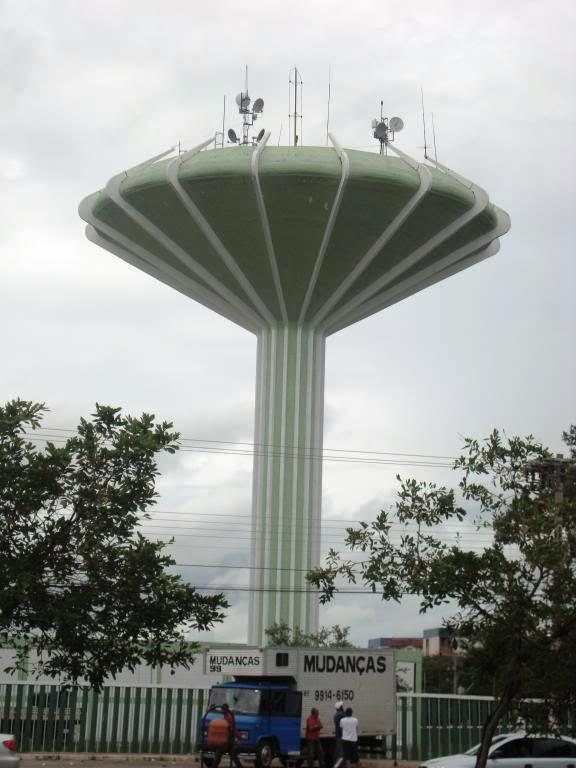
Caixa d'Água
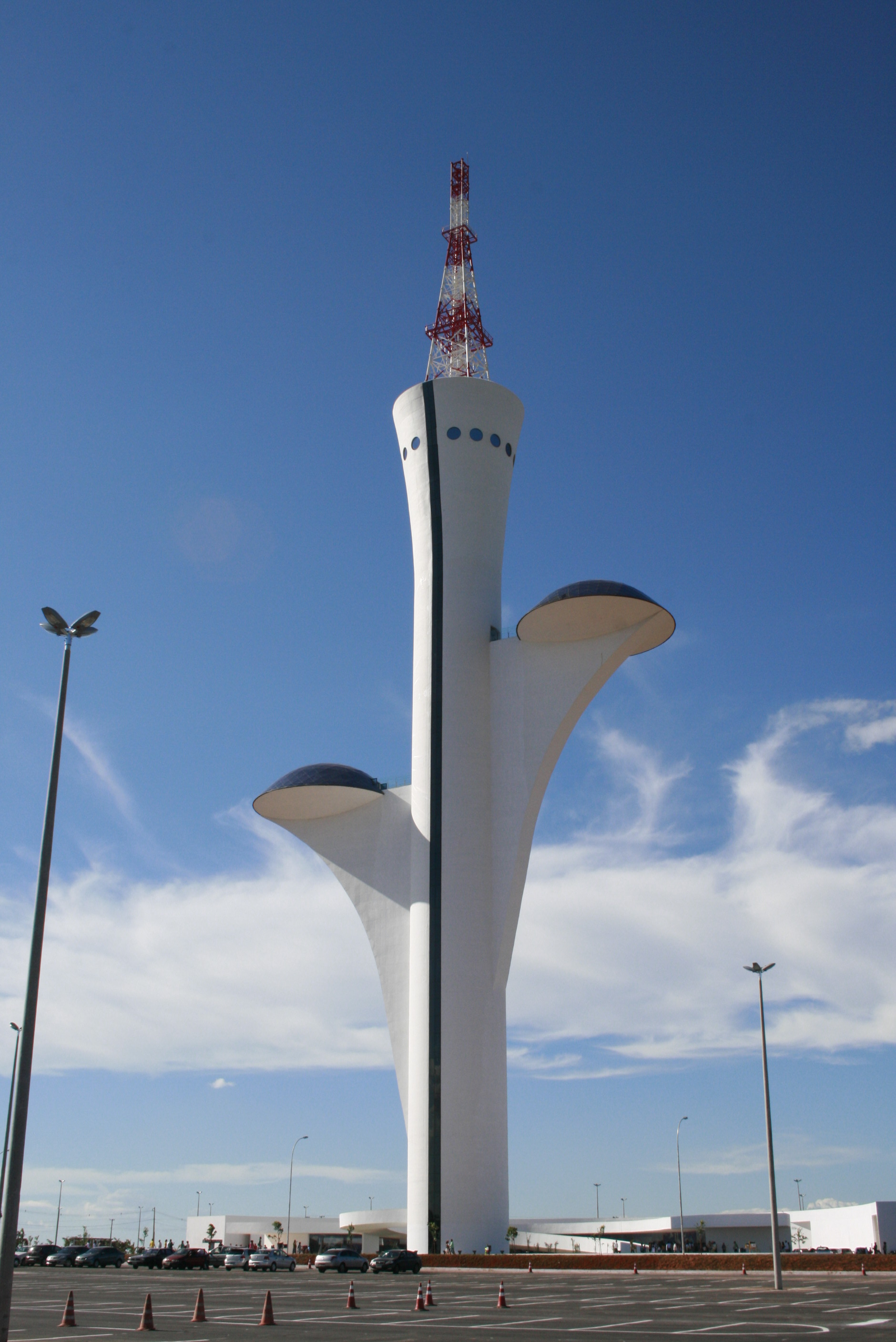
Torre de TV Digital
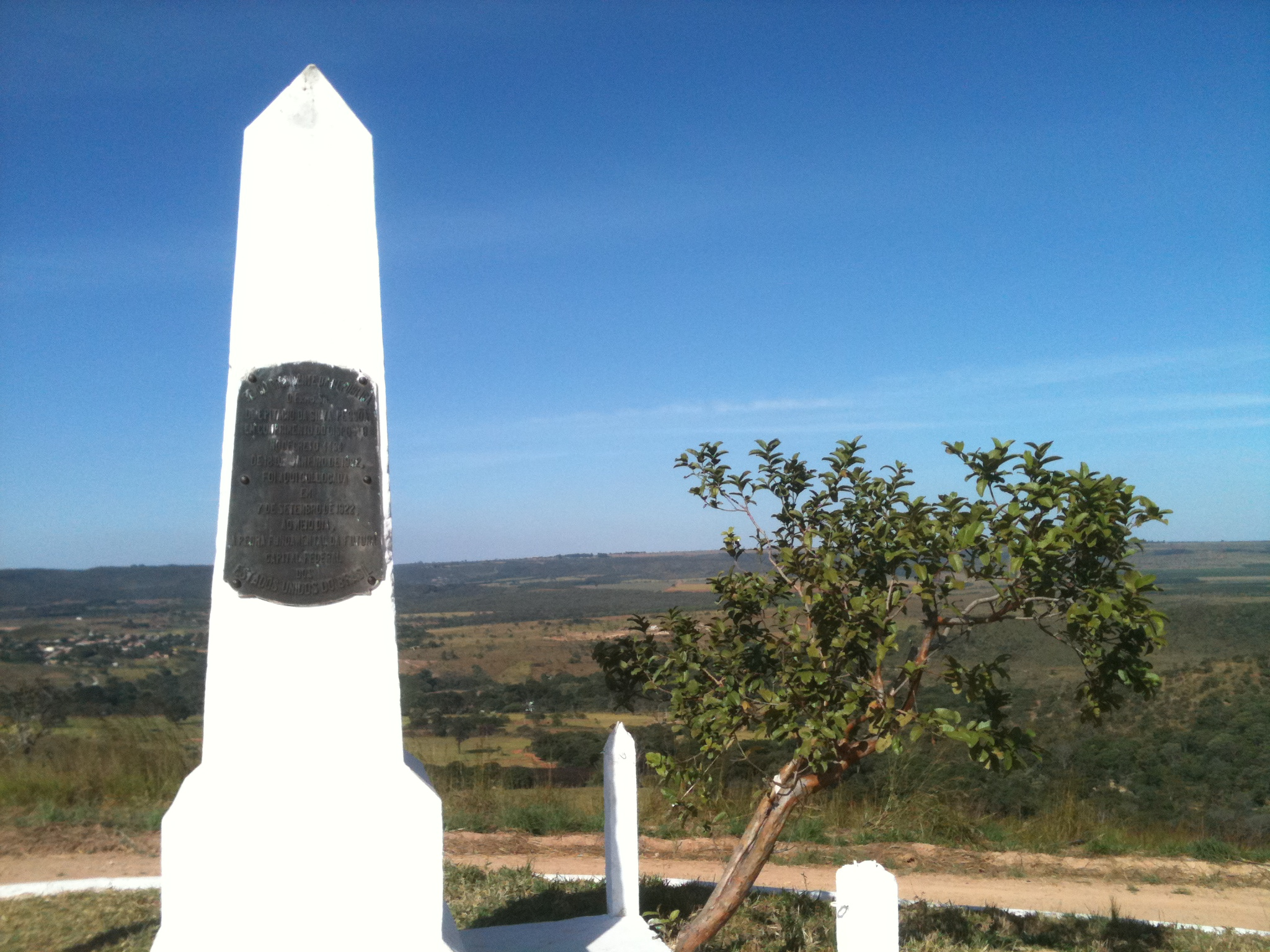
Pedra Fundamental